# Epigonus atherinoides
Epigonus atherinoides és una espècie de peix pertanyent a la família dels epigònids.

## Descripció
- Pot arribar a fer 15 cm de llargària màxima.
- 7 espines i 10 radis tous a l'aleta dorsal.
- Espines operculars ben desenvolupades.
- La distància entre l'orifici anal i el començament de l'aleta anal és entre un 27 i un 41% de la distància entre la base de l'aleta pelviana i l'obertura anal.[6][7][8]

## Hàbitat
És un peix marí, mesobentònic-pelàgic i batidemersal que viu entre 100 i 1.200 m de fondària sobre el fons marí principalment, incloent-hi els cims de muntanyes submarines.

## Distribució geogràfica
Es troba al Pacífic: les illes Hawaii, el Japó i les illes Filipines.

## Observacions
És inofensiu per als humans.